# Muang Gnot-Ou
Muang Gnot-Ou är ett distrikt i Laos.   Det ligger i provinsen Phongsali, i den nordvästra delen av landet, 500 km norr om huvudstaden Vientiane.